# 玲瓏瓷

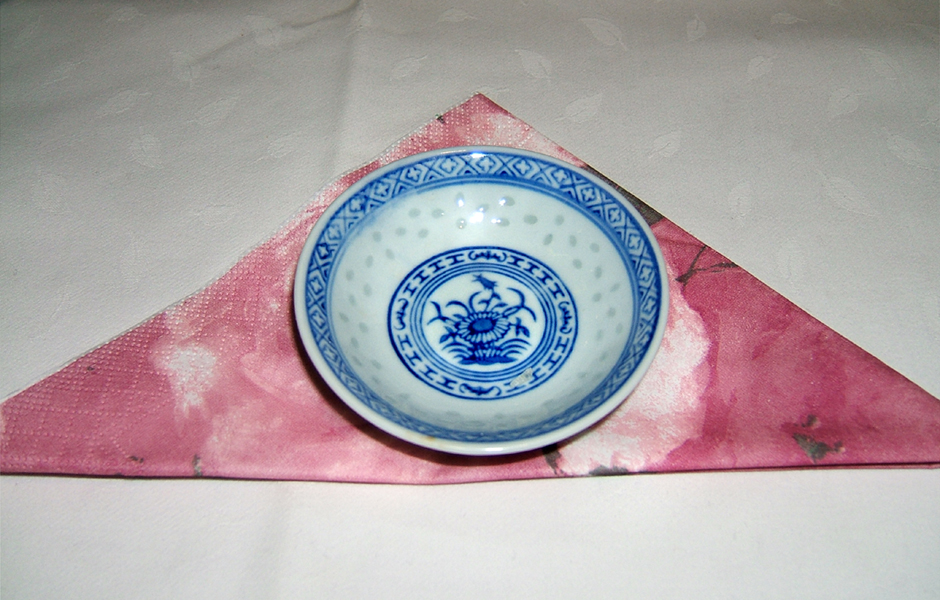
民間日用青花玲珑瓷碟

玲瓏瓷是一类镂空填釉瓷器。先在生坯上镂空孔洞，再用特制的釉填入，烧成之后可以看到半透明、玻璃状孔洞组成的花纹。玲珑瓷常辅以青花装饰工艺，称为“青花玲珑”。该工艺可见于隋唐时期的洪州窑、12世纪的波斯陶器，成熟於清乾隆以来的景德镇窑，20世纪60年代后成为常见日用器皿。受到中国玲珑瓷的影响，芬兰、日本等地也烧制此种瓷器。

## 名称

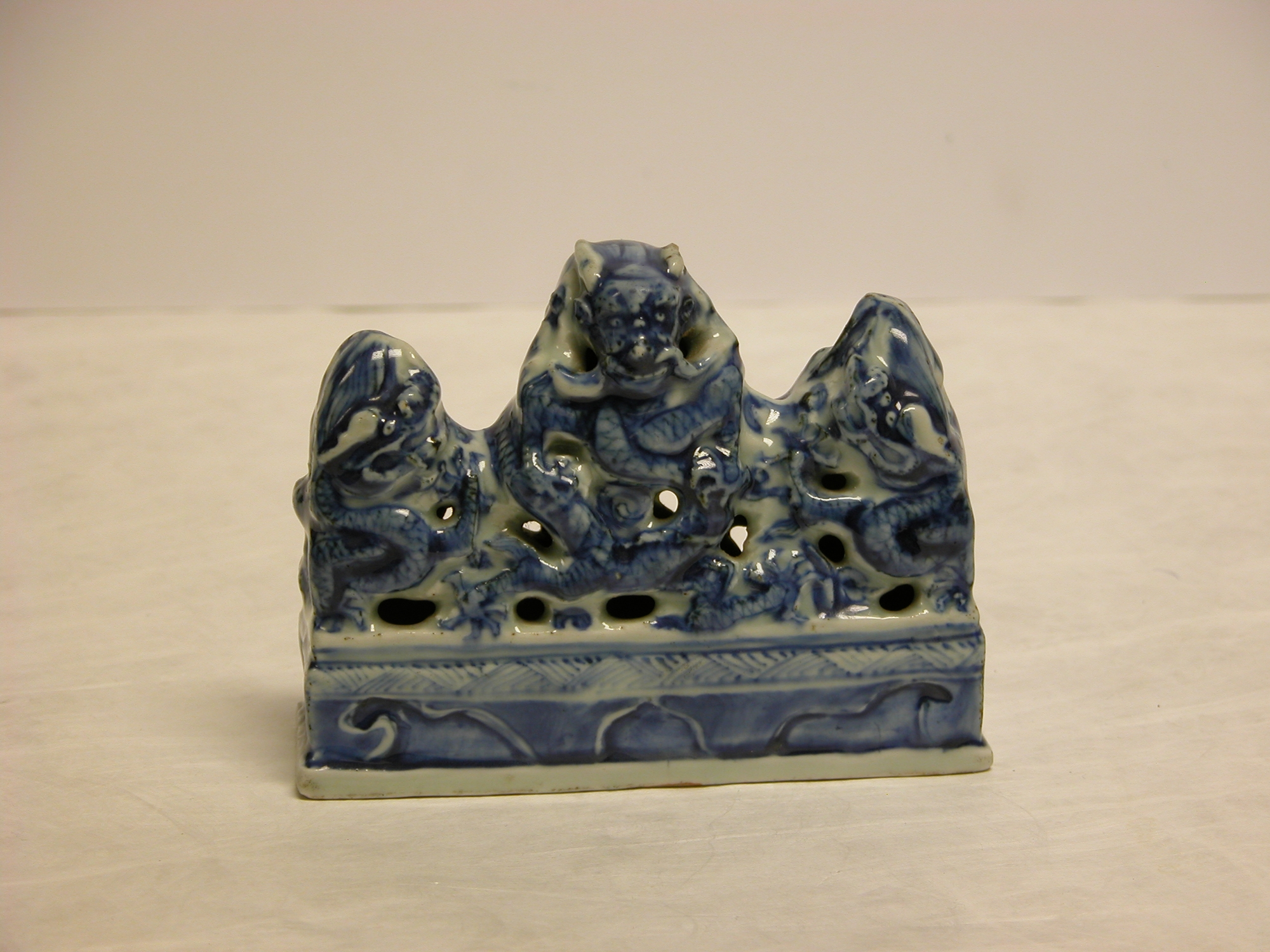
明“青花白地海水顶妆玲珑三龙山水笔架”。今天称该工艺为“镂空”，不称“玲珑”

在明清官窑瓷器中，“玲珑”原本指的是鏤空工艺。后来才用以表示镂空后加填半透明釉的工艺。
玲珑眼常常呈米粒的形状和色泽，因此玲珑瓷在西方被称为“米花瓷”（英語：rice-pattern ware）、“米粒瓷”（英語：rice grain porcelain）、“米瓷”（芬蘭語：riisiposliini）等。在日本，玲珑瓷被称为“萤手”（／ hotarude），指光线通过玲珑眼透出来，有如萤火虫。

## 工艺和样式
玲珑瓷的镂刻通常是在干胚，而非湿胚上进行的。最传统的镂空方式是手工雕刻。20世纪60年代起，景德镇出现了玲珑眼打孔机，用来戳制整齐、统一的孔洞。20世纪80年代，日本出现了一种高压喷砂的陶瓷镂花技术，改良后应用于玲珑瓷，进一步降低了成本和技术要求。:13-14
镂刻之后，需要在孔眼中填入特制的玲珑釉。由于干胚会吸水，玲珑釉填入后会形成表面凹陷，因此需要重复上釉，使之饱满。填好后，在500－700℃下低温素烧，然后再于表面施透明釉，在1300℃下高温烧成。景德镇的玲珑釉传统上烧成后为浅色、半透明，雅致细腻，20世纪80年代以来又研制出彩色玲珑釉。福建德化则采用超高透明度的玲珑釉，烧成后近似玻璃，称为“水晶玲珑”。:10,15-16,32
玲珑瓷常辅以其他的装饰工艺，其中最具代表性的是青花，称为“青花玲珑”。玲珑眼通常不会打在器物的口沿、底足等部分。这些部分的装饰就会用到青花，尤其常用连续的几何纹样。除青花外，另一种常见的辅助工艺是满地粉彩。也有的玲珑瓷不加其他额外工艺，称为“素玲珑”。:10,20-23

## 历史和传播
关于玲珑瓷的起源，存在多种不同的意见。有观点认为，最早的玲珑瓷可见于隋唐时期江西丰城罗湖的洪州窑。也有观点认为，宋代景德镇窑工在烧制镂空瓷器时，因施釉过厚，影青釉汁流挂下来淤塞孔眼，意外地形成了孔洞透明而不透气的效果，成为景德镇玲珑瓷的雏形。:6还有观点认为，伊朗12世纪就出现了玲珑陶器，景德镇玲珑瓷工艺主要是在伊斯兰陶器工艺的影响下产生的。
清乾隆年间，成熟的玲珑瓷工艺在景德镇出现。精致的青花玲珑瓷深受外国市场欢迎，景德镇瓷工用此种工艺生产西式器皿，远销海外。三大改造后，景德镇十大瓷厂中的光明瓷厂和红光瓷厂成为专门研发、生产玲珑瓷的厂家，改进技术、降低成本，使玲珑瓷成为日常用具。两厂生产的“玩玉”牌玲珑瓷器颇负盛名，1992年出口创汇超过400万美元。:10,31
受到中国玲珑瓷的影响，芬兰、日本等地也烧制玲珑瓷器。

## 图片

### 素玲珑

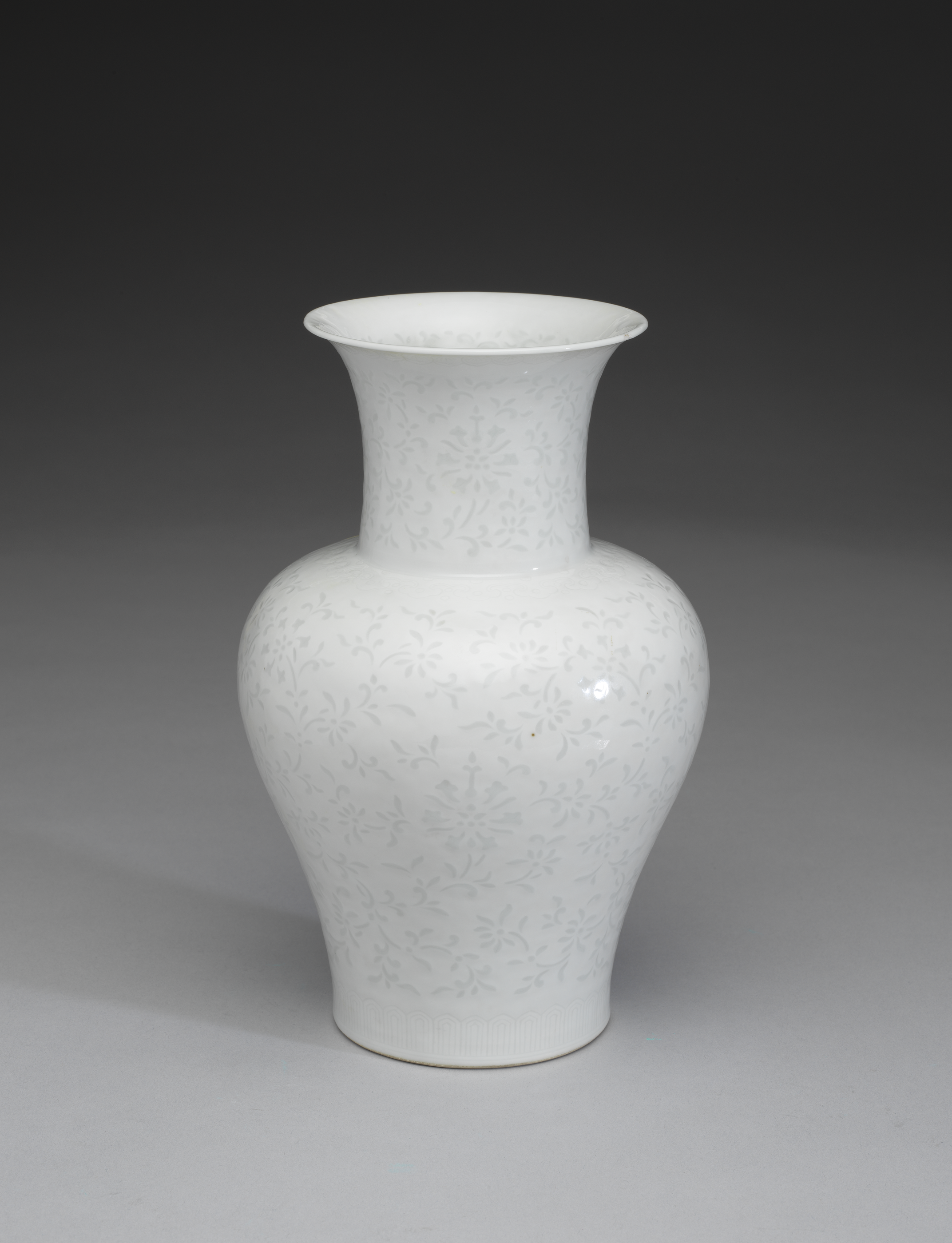
清白瓷玲珑花卉纹瓶。國立故宮博物院藏
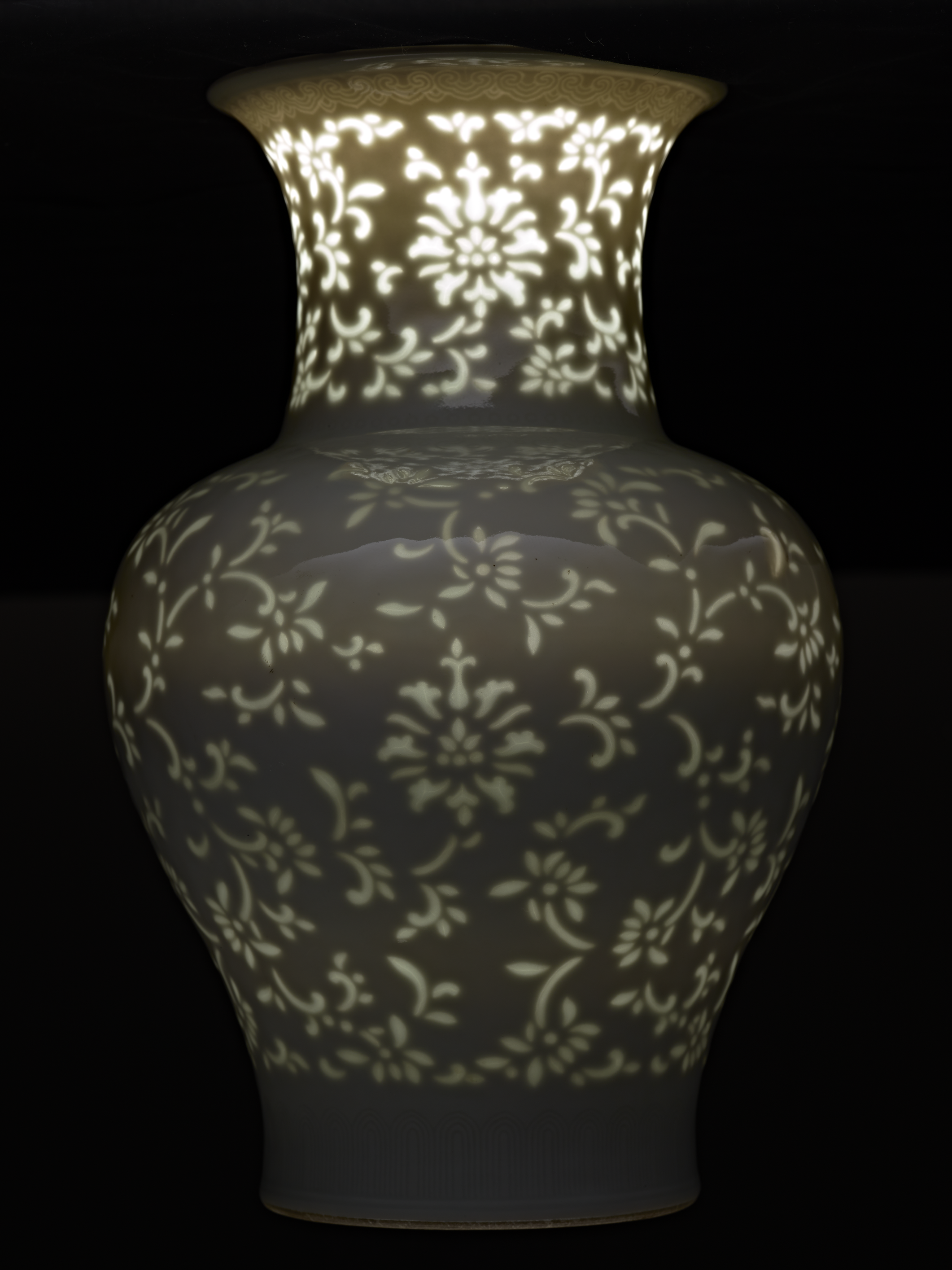
清白瓷玲珑花卉纹瓶。國立故宮博物院藏
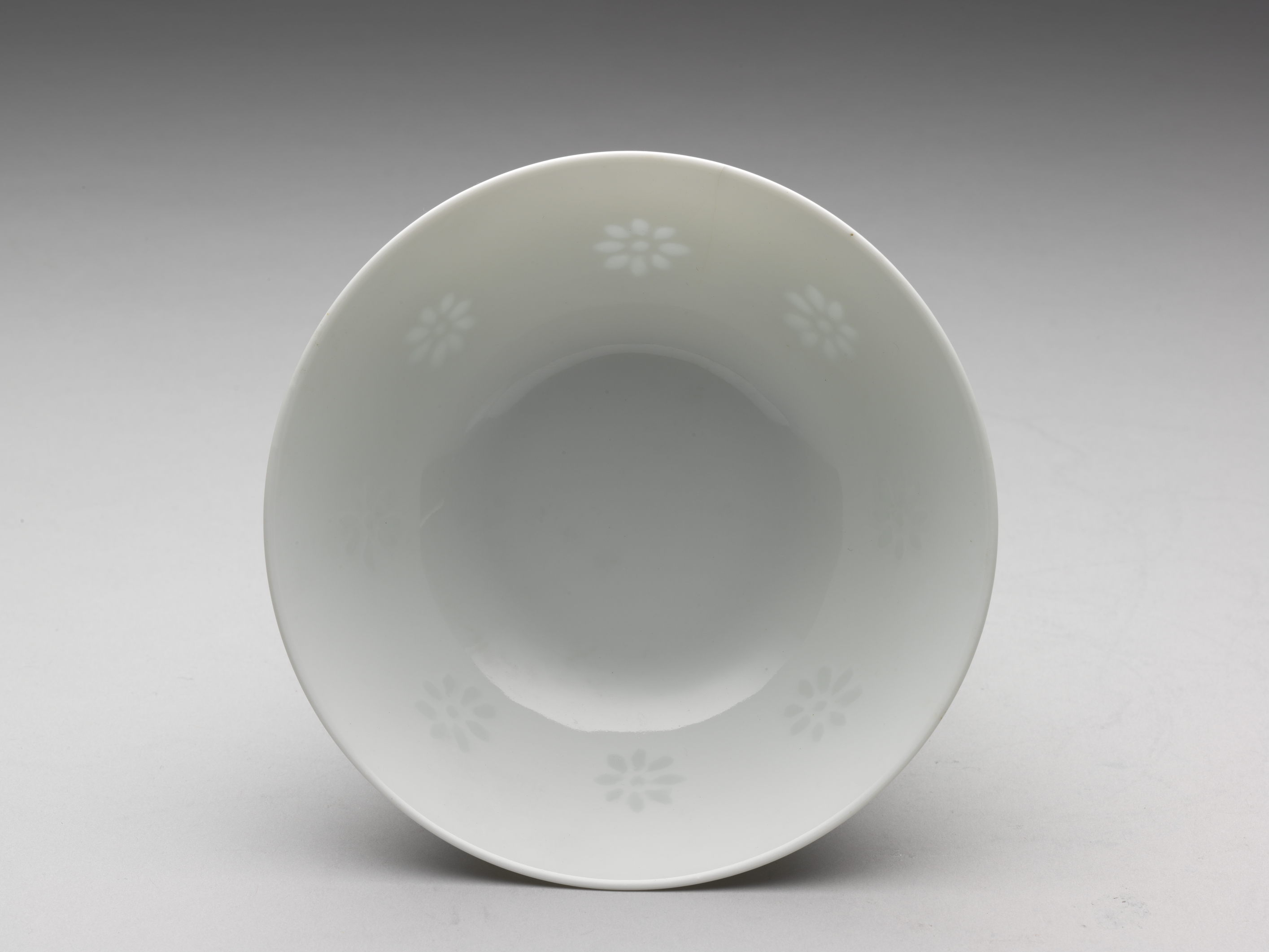
清乾隆白瓷玲珑菊花紋碗。國立故宮博物院藏
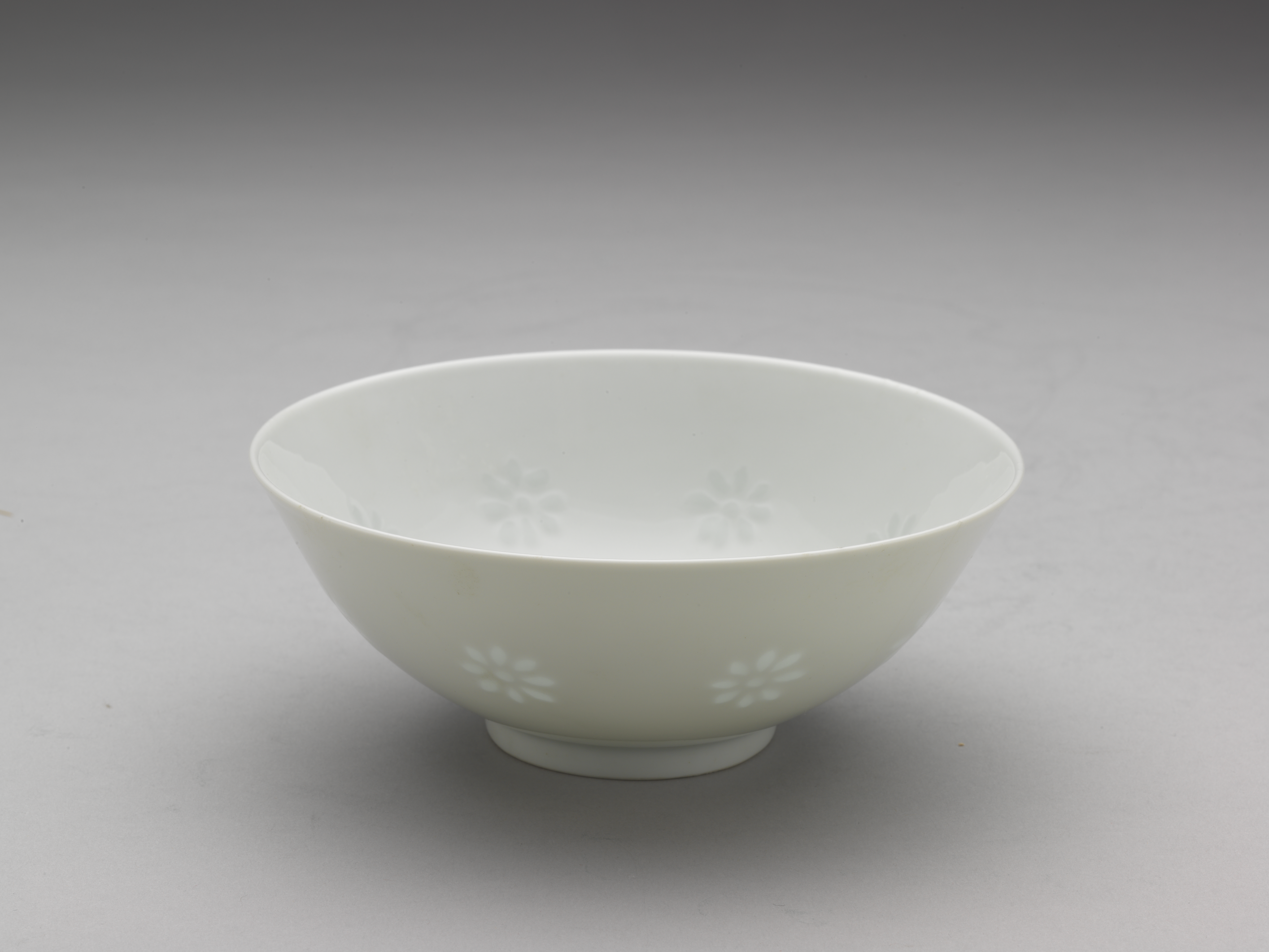
清乾隆白瓷玲珑菊花紋碗。國立故宮博物院藏
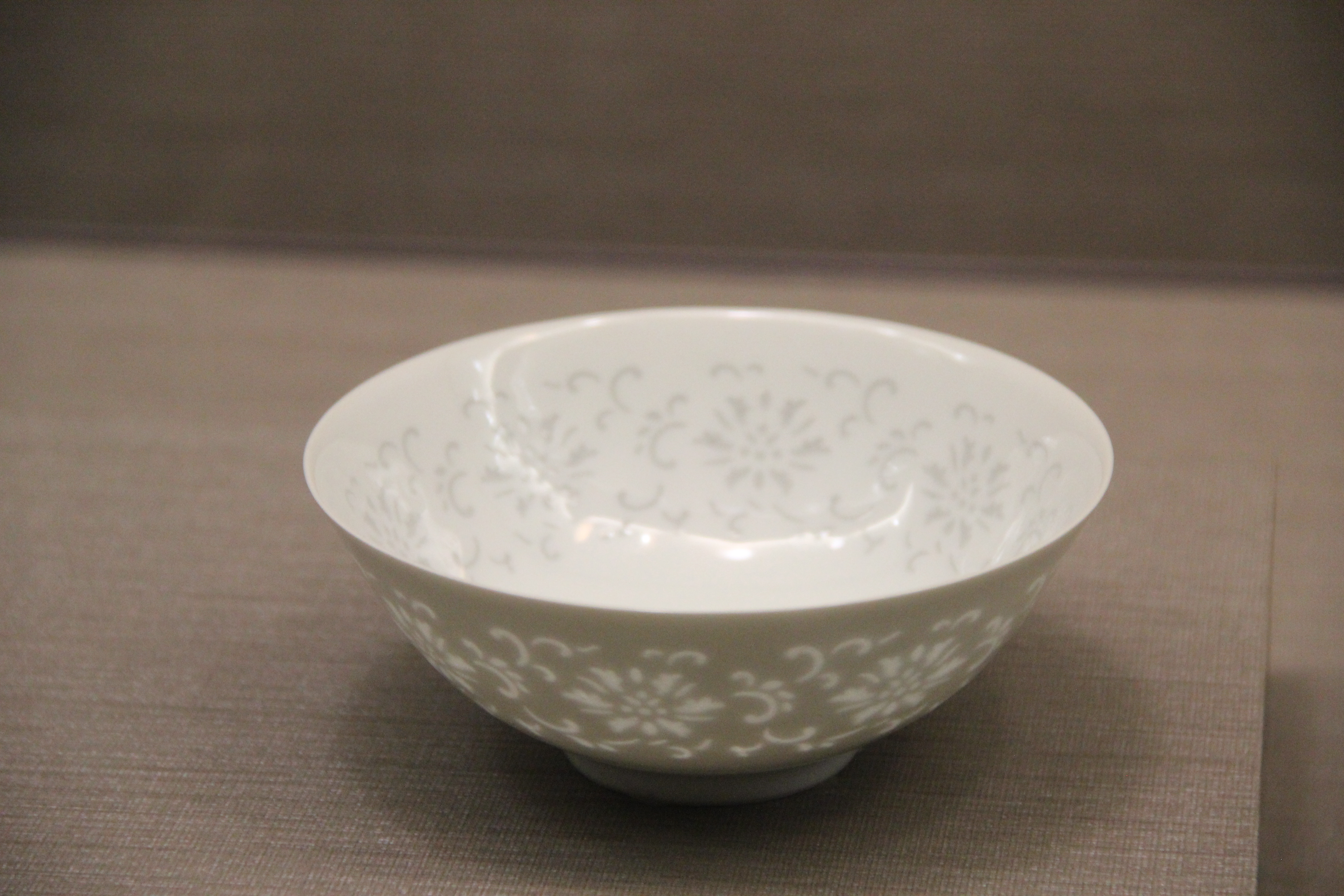
清乾隆白瓷玲珑番莲紋碗。國立故宮博物院藏
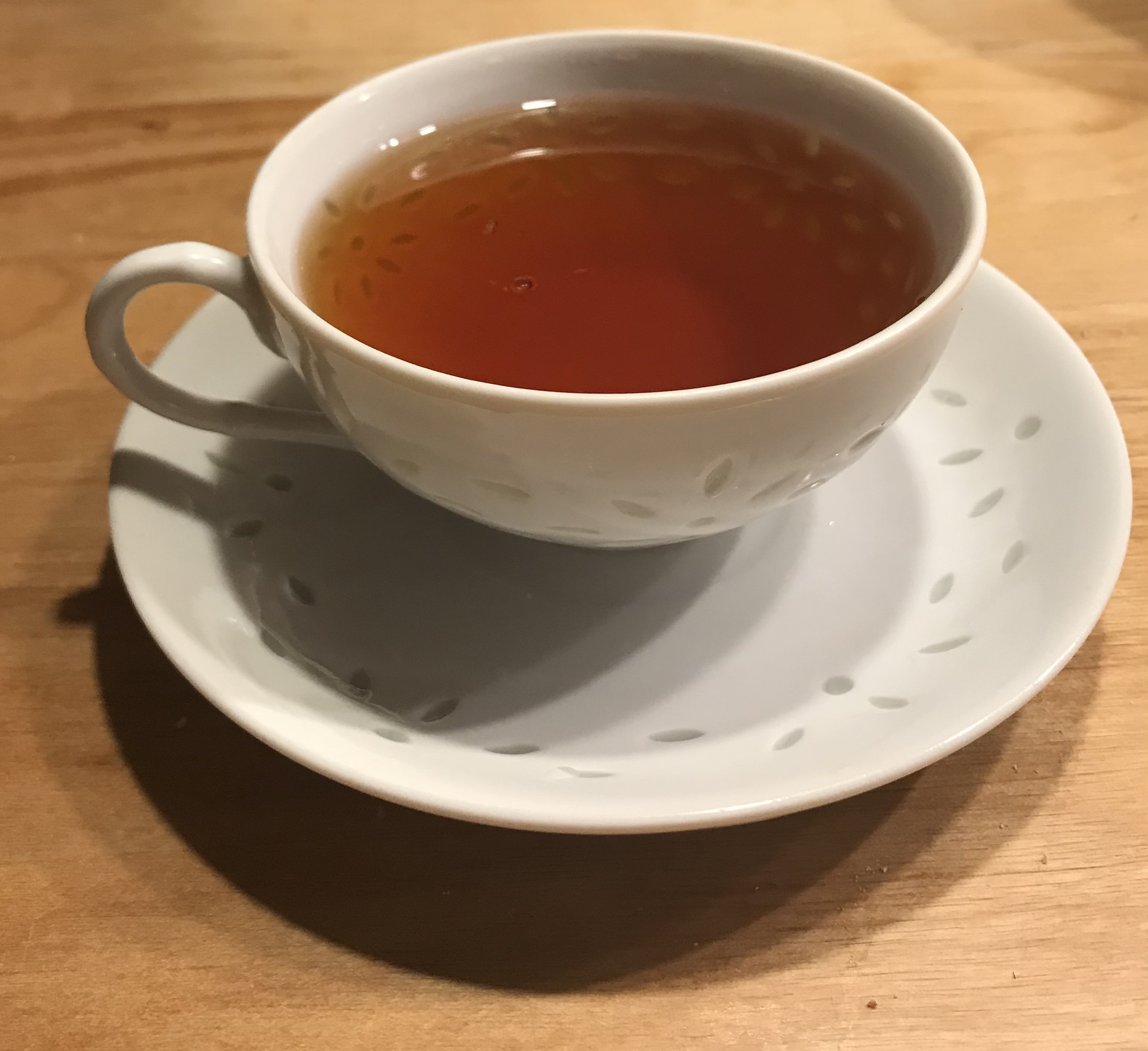
芬兰米瓷杯、碟

### 青花玲珑

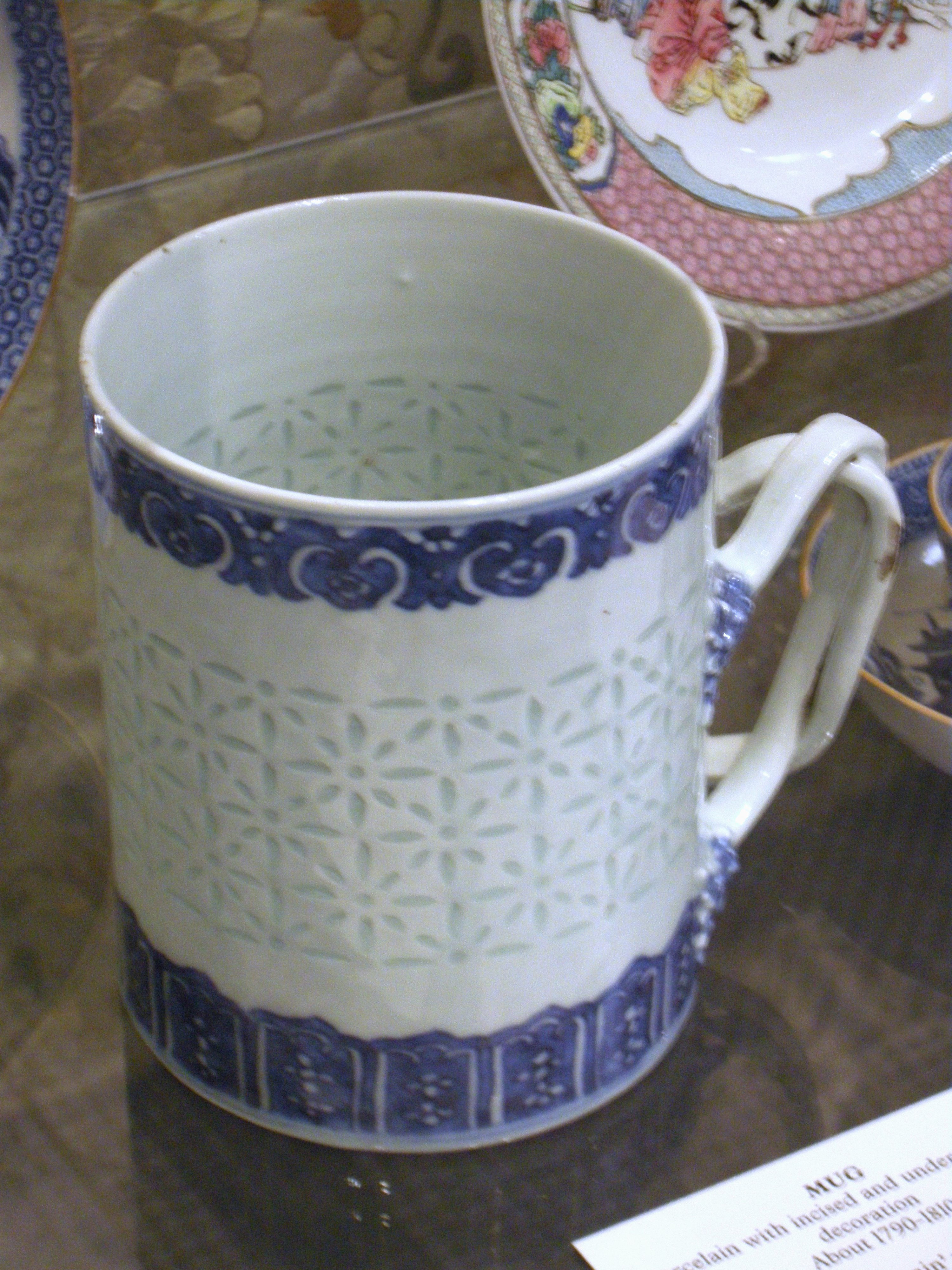
清青花玲珑馬克杯。V&A博物馆藏
清青花山水玲珑盘、碗。哈尔维博物馆藏
清青花五蝠玲珑盘。哈尔维博物馆藏
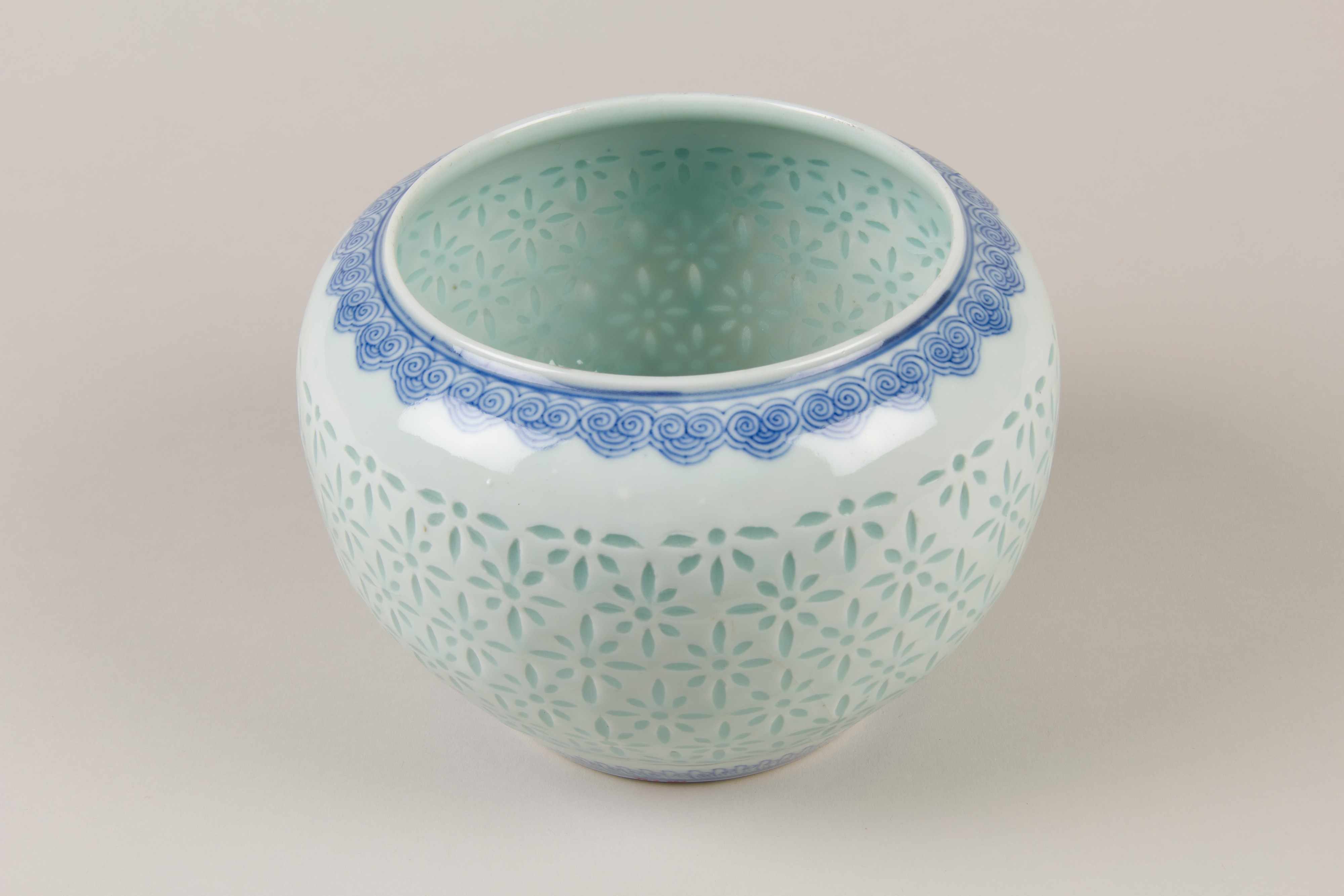
清青花玲珑罐。大都会博物馆藏
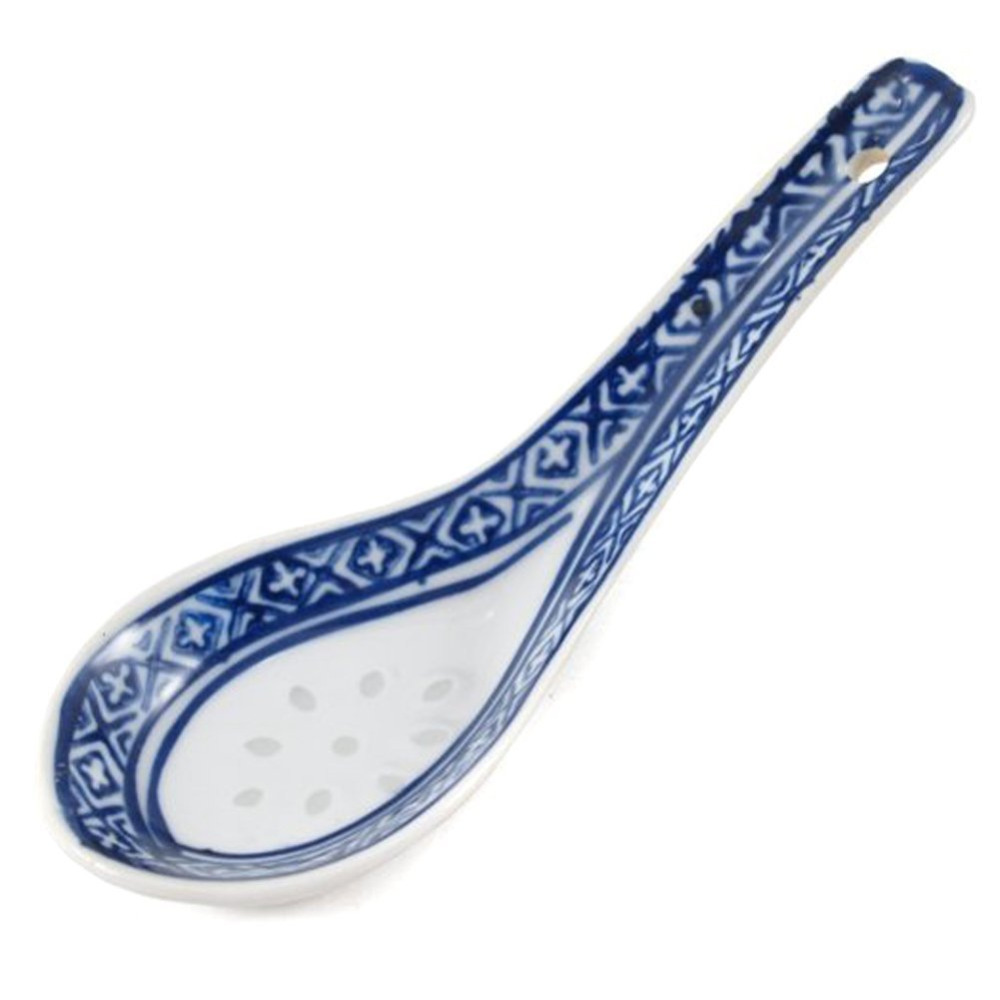
青花玲珑汤匙
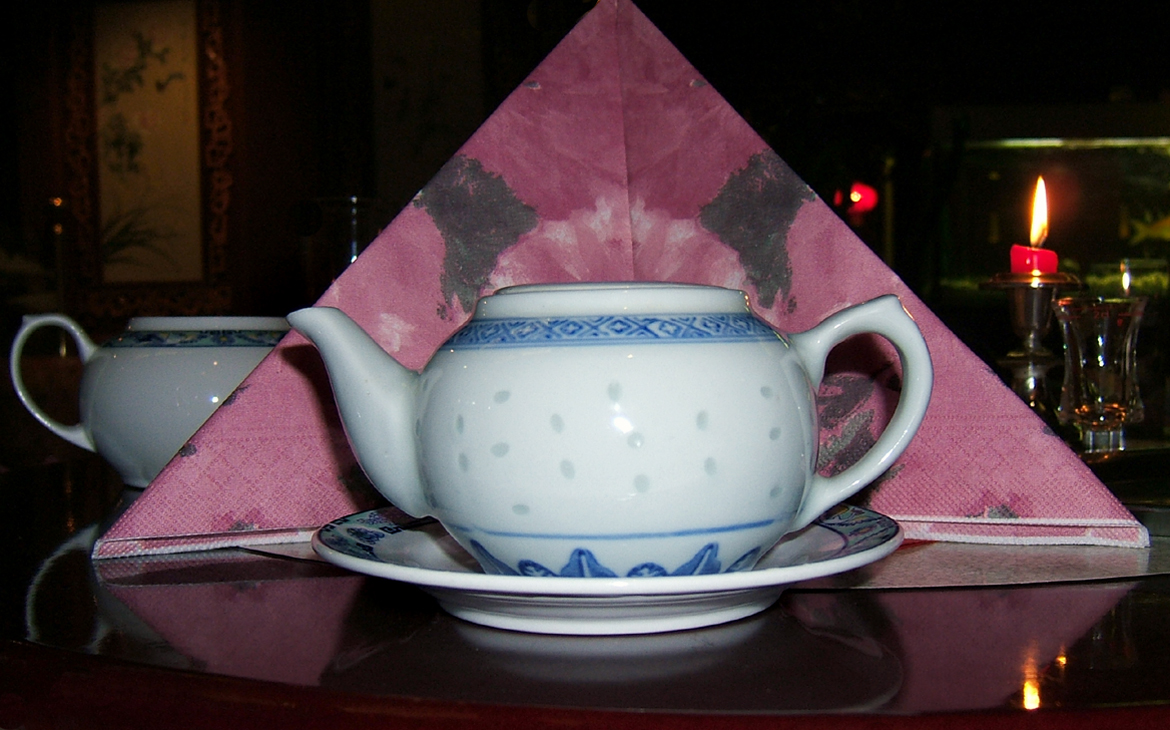
青花玲珑茶壶

## 資料來源
1. ↑  . 国立故宫博物院.   [2023-04-23]. （原始内容存档于2023-04-28）.
2. ↑  . 新浪收藏. 中国商报. 2015-11-14  [2023-04-23]. （原始内容存档于2023-04-23）.
3. ↑  謝明良. . 故宮學術季刊. 2005, 23 (1): 429-466  [2023-04-23]. （原始内容存档于2023-04-23）.
4. 1 2 3  Frank B. Lenz. . The National Geographic Magazine. 1920, (11): 391-406 （英语）.
5. ↑  Hartstone, Eleanor. . Boston: T.O. Metcalf. 1978 （英语）.
6. 1 2  . Arabian museo. （原始内容存档于2007-10-11） （芬兰语）.
7. 1 2  . 日本和文化振興プロジェクト. 2021-09-02  [2023-04-22]. （原始内容存档于2023-04-27） （日语）.
8. ↑  . kotobank.   [2023-04-23]. （原始内容存档于2023-04-27） （日语）.
9. 1 2 3 4 5  孔铮桢. . 南京: 江苏凤凰美术出版社. 2018. ISBN 978-7-5580-4221-8.
10. ↑  余家栋. . 南方文物. 1980, (4): 62-65.
11. ↑  . 北京: 文物出版社. 1999: 224. ISBN 978-7-5010-1160-5.
12. ↑  李磊颖; 宋芳. . 中国陶瓷. 2009, 45 (05): 68-70.
13. ↑  林梅村; 马丽亚·艾海提; 沈勰. . 国家文物局水下文化遗产保护中心  (编). . 北京: 科学出版社. 2016: 152－159. ISBN 9787030495600.
14. ↑  R. L. Hobson. . The Burlington Magazine for Connoisseurs. 1907, 11: 83-89 （英语）.
15. ↑  国家文物局. . 上海/北京: 上海辞书出版社/商务印书馆. 1995: 454.
16. ↑  . 北京: 轻工业出版社. 1988: 550. ISBN 7-5019-0347-6.
17. ↑  曹建文. . 济南: 山东美术出版社. 2008: 159-161. ISBN 978-7-5330-2043-9.